# Aeroportul Magas
Aeroportul Magas (IATA: IGT, ICAO: URMS) este un aeroport din Ingușetia, Rusia ce deservește zona Magas. Aeroportul a fost tranzitat în 2018 de 231.633 de pasageri. A fost numit după zona deservită.
aeroportul dispune de o singură pistă.